# Mewo Choron
Mewo Choron (hebr. מבוא חורון) – moszaw położony w samorządzie regionu Matte Binjamin, w Dystrykcie Judei i Samarii, w Izraelu.
Leży w północnej części Doliny Ajalon w górach Judzkich na południe od miasta Modi’in-Makkabbim-Re’ut, w otoczeniu arabskiej miejscowości Bajt Likja, wiosek Nataf i Nof Ajjalon, oraz Latrun.

## Historia
Pierwotnie tutejsze ziemie należały do arabskiej wioski Bajt Likja. W wyniku wojny o niepodległość w 1949 obszar o powierzchni 50 km² w tym rejonie, został uznany za strefę buforową oddzielającą siły arabskie od izraelskich.
Podczas wojny sześciodniowej w 1967 wojska jordańskie planowały rozpoczęcie w tym regionie natarcia, w celu opanowania i zniszczenia kibucu Sza’alwim. Jednak w wyniku tej wojny izraelska armia udaremniła arabskie plany i zajęła strefę buforową, całkowicie niszcząc tutejsze arabskie wioski i deportując ich mieszkańców. Po wojnie niewielu z nich wróciło do swoich domów.
Z punktu widzenia bezpieczeństwa Izraela ważnym było zabezpieczenie rejonu Latrun oraz strategicznej autostrady nr 1  (Tel Awiw–Jerozolima). Z tego powodu podjęto decyzję o utworzeniu grupy żydowskich osiedli, które miały wchodzić w samorząd regionu Matte Binjamin. Na początku, w 1969 na ruinach arabskiej wioski Bajt Nuba utworzono wojskowy punkt obserwacyjny. Następnie w 1970 powstał moszaw Mewo Choron. Został on założony na ziemiach palestyńskich w odległości 0,2 km od tzw. „Zielonej Linii” (granica z 1967) przez członków żydowskiej organizacji młodzieżowej Ezra. Dodatkowo, w 1976 na pozostałościach arabskich wiosek Jalu i Imwas utworzono park rekreacji Park Canada. Żydowski Fundusz Narodowy zasadził tutaj liczne drzewa.
W 2002 podjęto decyzję o objęciu moszawu ochroną przez budowany mur bezpieczeństwa. W związku z tymi pracami izraelska armia przeprowadziła liczne operacje ewakuowania nielegalnych żydowskich osiedli położonych na terytoriach przyznanych Autonomii Palestyńskiej. Między innymi, w nocy 14 kwietnia 2008 usunięto 6 przyczep turystycznych z 20 żydowskimi osadnikami z osiedla Choron Cefon położonego przy moszawie Mewo Choron. Ewakuacja była dobrowolna i osadnicy przenieśli się do nowego osiedla, które stworzono przy strefie przemysłowej Mewo Choron.

## Edukacja
W moszawie znajduje się szkoła podstawowa oraz uczelnia religijna Nehora Jesziwa.

## Gospodarka
Gospodarka moszawu opiera się na rolnictwie (pszenica), winnicy oraz hodowli bydła mlecznego.
Przy moszawie znajduje się strefa przemysłowa. Firma C.I.P. Mevo Horon Ltd. zajmuje się cateringiem, dostarczając do klientów gotowe posiłki, sałatki i kanapki.

## Spory o ziemię
Organizacje międzynarodowe oskarżają Izrael, że w wyniku budowy muru bezpieczeństwa rejonie moszawu Mewo Choron zostało zagarnięte 13,41 ha ziemi, należących wcześniej do arabskich miejscowości Bajt Nuba i Bajt Likja.

## Komunikacja
Z moszawu wychodzi na północny zachód lokalna droga, którą dojeżdża się do drogi nr 3  (Aszkelon-Modi’in-Makkabbim-Re’ut). Jadąc nią na północ dojeżdża się do miasta Modi’in-Makkabbim-Re’ut, natomiast jadąc na zachód dojeżdża się do wioski Nof Ajjalon, kibucu Sza’alwim i autostrady nr 1  (Tel Awiw–Jerozolima).